# 17 април
17 април е 107-ият ден в годината според григорианския календар (108-и през високосна). Остават 258 дни до края на годината.

## Събития
- 1355 г. – Във Венеция за заговор против местната аристокрация е екзекутиран Марино Фалиеро.
- 1397 г. – За първи път Джефри Чосър разказва своите Кентърбърийски разкази в двора на Ричард II. Изследователите на Чосър посочват датата (през 1387) за начало на описвания в книгата поход до Кентърбъри.
- 1492 г. – Христофор Колумб получава благословията и финансирането на испанската корона да търси западния път към Индия.
- 1521 г. – Водачът на Реформацията Мартин Лутер е отлъчен от католическата църква.
- 1534 г. – Арестуван е бившият лорд-канцлер на Англия, авторът на „Утопия“ Томас Мор.
- 1607 г. – 21-годишният Арман Жан дю Плеси дьо Ришельо е ръкоположен за епископ.
- 1821 г. – По време на сражение край град Скулени на река Прут с османската армия загива Индже войвода.
- 1824 г. – Подписан е Руско-американски договор за свободното плаване и ловенето на риба в Аляска.
- 1856 г. – Квебек е провъзгласен за столица на Канада.
- 1861 г. – Американска гражданска война: Щатът Вирджиния се отделя от САЩ.
- 1895 г. – Подписва се Симоносекския мирен договор между Китай и Япония, утвърждаващ поражението на Китай в Китайско-японската война (1894 – 1895).
- 1897 г. – Обнародван е Закон за монетите в Княжество България.
- 1904 г. – В София е дадено първото куклено театрално представление в България от членове на дружество „Чех“.
- 1919 г. – Въвеждат законът за 8-часов работен ден във Франция.
- 1924 г. – Учредено е филмовото студио Metro-Goldwyn-Mayer след сливане на Metro Pictures, Goldwyn Pictures и Louis B. Mayer Company.
- 1937 г. – Дафи Дък се появява за пръв път във филм на Warner Bros.
- 1941 г. – Втората световна война: Кралство Югославия се предава на германците, след като нацистката армия влиза в Белград.
- 1945 г. – Създадена е Австрийската народна партия, участвалата най-дълго в управлението на Австрия след Втората световна война.
- 1948 г. – Одържавено е цирковото дело в Народна република България.
- 1961 г. – Операция в Залива на прасетата: ЦРУ прави неуспешен опит да свали режима на Фидел Кастро, като изпраща екип от кубински емигранти в района на Залива на прасетата в Куба.
- 1964 г. – В Англия излиза първият албум на „Ролинг Стоунс“, озаглавен „Ролинг Стоунс“.
- 1969 г. – Възрастта, на която един човек има право на вот във Великобритания, е намалена от 21 на 18 години.
- 1969 г. – Александър Дубчек е принуден да подаде оставка от лидерския пост на чехословашката компартия и е заменен с Густав Хусак.
- 1970 г. – Сър Пол Маккартни издава първия си солов албум „Маккартни“.
- 1970 г. – Проект Аполо: Американският космически кораб Аполо 13 успява да се върне на Земята след почти катастрофален полет до Луната.
- 1975 г. – Червените кхмери извършват комунистически преврат в Кхмерската република, на власт идва Пол Пот, което поставя начало на камбоджанския геноцид, отнел живота на около 1,5 милиона души.
- 1989 г. – След седемгодишна забрана в Полша е легализиран профсъюзът Солидарност.
- 1993 г. – Президентът на Чечня Джохар Дудаев разпуска парламента и въвежда президентско управление в републиката.
- 1999 г. – НАТО иска от България неограничен достъп до въздушното ѝ пространство в хода на Операция „Съюзна сила“ срещу Югославия.

## Родени
- 1814 г. – Аугуст Гризебах, немски ботаник († 1879 г.)
- 1853 г. – Уилям Джон Макгий, американски геолог († 1912 г.)
- 1877 г. – Коце Ципушев, български революционер († 1968 г.)
- 1881 г. – Антон Вилдганс, австрийски писател († 1932 г.)
- 1892 г. – Константин Гълъбов, български филолог († 1980 г.)
- 1894 г. – Никита Хрушчов, ръководител на СССР († 1971 г.)
- 1898 г. – Петър Найчев, български комунист († 1944 г.)
- 1902 г. – Веселин Стоянов, български композитор († 1969 г.)
- 1911 г. – Ерве Базен, френски писател († 1996 г.)
- 1912 г. – Гаврил, глава на МПЦ († 1996 г.)
- 1916 г. – Сиримаво Бандаранайке, министър-председател на Цейлон и Шри Ланка († 2000 г.)
- 1918 г. – Уилям Холдън, американски актьор († 1981 г.)
- 1923 г. – Линдзи Андерсън, британски режисьор († 1994 г.)
- 1926 г. – Петър Патев, български футболист
- 1929 г. – Джон Ериксон, британски историк († 2002 г.)
- 1932 г. – Ролф Шнайдер, немски писател
- 1939 г. – Георги Берберов, български архитект
- 1945 г. – Венцеслав Димитров, български политик
- 1949 г. – Валентин Кулев, български художник
- 1950 г. – Ел Скот Колдуел, американска актриса
- 1951 г. – Оливия Хъси, британска актриса († 2024 г.)
- 1952 г. – Желко Ражнатович, сръбски военен командир († 2000 г.)
- 1955 г. – Иван Нейков, български политик († 2023 г.)
- 1959 г. – Шон Бийн, британски актьор
- 1962 г. – Ники Харис, американска актриса
- 1963 г. – Румен Левордашки, български тромпетист
- 1964 г. – Рикардо Патрезе, италиански пилот от Формула 1
- 1965 г. – Уилям Мейпотър, американски актьор
- 1967 г. – Хенри Йън Кюзик, шотландско-перуански актьор
- 1970 г. – Ангелина Славова, българска актриса
- 1971 г. – Хосе Севальос Старши, еквадорски футболист
- 1971 г. – Давид Вагнер, немски писател
- 1972 г. – Дженифър Гарнър, американска актриса
- 1974 г. – Виктория Бекъм, английска певица
- 1975 г. – Анна Цолова, българска журналистка
- 1975 г. – Николай Николов, телевизионен продуцент
- 1975 г. – Яница Нешева, българска певица
- 1980 г. – Ненчо Балабанов, български актьор
- 1982 г. – И Джун-ги, южнокорейски актьор
- 1984 г. – Рафаеле Паладино, италиански футболист
- 1995 г. – Ангел Проданов, български музикант, аниматор, тиктокър и озвучаващ актьор

## Починали
- 326 г. – Александър Александрийски, патриарх на Александрия (* 250 г.)
- 485 г. – Прокъл, гръцки философ (* 412 г.)
- 1711 г. – Йозеф I, Свещен римски император (* 1678 г.)
- 1742 г. – Арвид Хорн, министър-председател на Швеция (* 1664 г.)
- 1761 г. – Томас Бейс, британски пастор (* ок. 1702)
- 1790 г. – Бенджамин Франклин, американски учен и държавник (* 1706 г.)
- 1821 г. – Индже войвода, български хайдутин (* ок. 1755)
- 1898 г. – Ильо войвода, български хайдутин и войвода (* 1805 г.)
- 1903 г. – Йордан Попйорданов, български революционер (* 1881 г.)
- 1913 г. – Ахмед Ниязи бей, османски военен (* 1873 г.)
- 1925 г. – Николай Петрини, деец на БЗНС (* 1889 г.)
- 1926 г. – Иван Луков, български военен деец (* 1871 г.)
- 1941 г. – Владимир Чорович, сръбски историк (* 1885 г.)
- 1942 г. – Жан Батист Перен, френски физик, Нобелов лауреат († 1870 г.)
- 1948 г. – Кантаро Судзуки, министър-председател на Япония (* 1868 г.)
- 1949 г. – Александра Екстер, руска художничка (* 1882 г.)
- 1960 г. – Еди Кокран, американска рокзвезда (* 1938 г.)
- 1970 г. – Павел Луспекаев, съветски актьор (* 1927 г.)
- 1976 г. – Хенрик Дам, датски биохимик и физиолог, Нобелов лауреат (* 1895 г.)
- 1986 г. – Марсел Дасо, френски авиоконструктор (* 1892 г.)
- 1990 г. – Анджело Скиавио, италиански футболист и треньор (* 1905 г.)
- 1993 г. – Тургут Йозал, президент на Турция (* 1927 г.)
- 1994 г. – Роджър Спери, американски лекар, Нобелов лауреат († 1913 г.)
- 1998 г. – Линда Маккартни, американска музикантка (* 1941 г.)
- 1999 г. – Николай Добрев, български политик (* 1947 г.)
- 2007 г. – Христо Христов, български режисьор (* 1926 г.)
- 2012 г. – Димитрис Митропанос, гръцки певец (* 1948 г.)
- 2014 г. – Габриел Гарсия Маркес, колумбийски писател (* 1927 г.)

## Празници
- Международен ден на болните от хемофилия – Отбелязва се от 1989 г. по инициатива на Световната здравна организация
- Международен ден на хайку поезията – Отбелязва се от 2012 г. по инициатива на Хайку Фондацията
- България – Празник на дипломираните експерт-счетоводители (от 2002 г.)
- Казахстан – Ден на Пожарната служба
- Кирибати – Национален ден на здравето
- Самоа – Ден на националния флаг
- Сирия – Ден на независимостта (от Франция, 1946 г., национален празник)
- Япония – Ден на децата